# NBA TV
NBA TV是美国国家篮球协会（NBA）拥有、特纳体育负责运营的一个付费电视体育频道，也是北美首个由体育赛事联盟拥有的电视频道，1999年开播。顾名思义，NBA TV以播出NBA相关节目为主，兼及NBA G联盟、NBA夏季联赛和WNBA等相关内容。

## 简介
NBA TV的前身“nba.com TV”于1999年11月2日开播，2003年2月11日改为现名，频道的节目最初在新泽西州锡考克斯的NBA娱乐演播室制作。2003年6月28日，NBA TV与全美五大有线电视运营商中的三个——Cox Communications、Cablevision和时代华纳有线签署协议，将收视范围扩大到全美4500万个家庭。另外，2002年时代华纳关闭了旗下的体育资讯频道CNN/SI，许多有线电视业者便以NBA TV取代该频道。
2007年10月8日，国家篮球协会将该频道的运营权移交给转移到时代华纳旗下的特纳体育；2008年10月28日，特纳接管了该频道的运营，NBA TV开始与同属特纳旗下的TNT共享解说和评论资源，节目也改在佐治亚州亚特兰大的Turner Studio制作。
NBA TV每赛季至少播出90场常规赛，每周通常选择四天直播赛事（主要在周一、周二和周六播出，但在ESPN不播出的情况下有时会转播周三、周五和周日的比赛），部分场次季后赛首轮比赛也会在该频道进行转播。尽管NBA TV由NBA联盟拥有，但频道本身不拥有任何比赛的独家转播权，NBA TV的比赛信号也由每支球队的当地比赛版权持有者提供。除NBA外，NBA TV还会播放NBA G联盟、NBA夏季联赛、WNBA以及大学联赛相关内容。NBA TV还会播放国际比赛（不过许多比赛只在国际版本播出），如欧洲篮球联赛和以色列特拉维夫马卡比队的比赛，通常在周六晚间播出；2005年4月，NBA TV还首次转播了中国CBA总决赛。
除美国版本外，NBA TV还拥有国际版本，但节目未必与美国版一致。